# Leucothyreus spiridon
Leucothyreus spiridon är en skalbaggsart som beskrevs av Ohaus 1918. Leucothyreus spiridon ingår i släktet Leucothyreus och familjen Rutelidae. Inga underarter finns listade i Catalogue of Life.